# Општина Лашко
Општина Лашко (словен. Laško) је једна од општина Савињске регије у држави Словенији. Седиште општине је истоимени град Лашко.

## Природне одлике
Рељеф: Општина Лашко налази се у средишњем делу Словеније, у јужном делу области Штајерска. Општина се простире у клисурастим долинама река Саве и Савиње и на околним падинама Посавског Хрибовја и Козјанског побрђа.
Клима: У општини влада умерено континентална клима.
Воде: Најважнији водоток у општини је река Сава и њена важна притока Савиња, која се на подручју општине улива у Саву код Зиданог Моста. Сви остали водотоци су мали и њихове су притоке.

## Становништво
Општина Лашко је средње густо насељена.

## Насеља општине
| - Белово - Блатни Врх - Брезно - Броднице - Брстник - Брстовница - Буковца - Велике Горелце - Велике Граховше - Велико Ширје - Водишко - Врх над Лашким - Габрно - Глобоко - Говце - Гоздец - Грачница | - Дебро - Доблатина - Дол при Лашкем - Жигон - Забреж - Згорња Речица - Зидани Мост - Јагоче - Јурклоштер - Кладје - Кленово - Конц - Куретно - Лахомно - Лахомшек - Лахов Грабен - Лашка Вас | - Лашко - Лазише - Лесковца - Липни Дол - Локавец - Ложе - Мачковец - Мала Бреза - Мале Граховше - Марија Градец - Маријина Вас - Модрич - Мрзло Поље - Обрежје при Зиданем Мосту - Ојстро - Олешче - Падеж | - Панече - Плазовје - Полана - Повчено - Пожница - Радобље - Река - Рифенгозд - Римске Топлице - Седраж - Село над Лашким - Сеножете - Севце - Сливно - Сподња Речица - Стопце - Стренско | - Стрмца - Сухадол - Тевче - Товсто - Трнов Хриб - Трново - Тробни Дол - Тројно - Удмат - Харје - Худа Јама - Цурновец - Шентруперт - Ширје - Шкофце - Шмихел - Шмохор |  |